# Kaple svatého Eligia (Paříž)
Kaple svatého Eligia (fr. Chapelle Saint-Éloi) je bývalá kaple v Paříži. Nacházela se na pravém břehu a pozůstatky její fasády jsou dodnes viditelné na domě č. 8 v ulici Rue des Orfèvres. Kapli nechal postavit pařížský cech zlatníků, proto byla zasvěcená zasvěcená svatému Eligiovi, patronovi tohoto řemesla. Kaple byla zrušena na konci 18. století.

## Historie
V roce 1355 výnos krále Jana II. umožnil bratrstvu sv. Eligia, cechu pařížských zlatníků, oslavovat svého patrona a konat několik mší do roka. Z tohoto důvodu byla krátce poté v Rue des Orfèvres (tehdy Rue des Deux-Portes) zřízena kaple, která byla v roce 1399 doplněna cechovním domem. Ten sloužil i jako špitál pro zchudlé členy cechu. Špitální kaple sv. Eligia byla vysvěcena 15. listopadu 1403.
Původně dřevěné budovy byly přestavěny v polovině 16. století. Plány nové kaple byly sice objednány u architekta Philiberta Delorma, ale podle smlouvy podepsané 31. prosince 1550 jsou jejími autory pravděpodobně François de la Flasche a Jean Marchand.
Stavba byla dokončena v roce 1566, nová kaple byla vyzdobena sochařem Germainem Pilonem a vitrážemi Jacquese Aubryho podle nákresů Jeana Cousina staršího.
Kaple byla během Velké francouzské revoluce zrušena stejně jako cech zlatníků a jeho nemovitosti byly zabaveny a prodány jako národní majetek. Kaple byla uzavřena 15. dubna 1791 a 1. listopadu 1797 prodána.
Kaple byla posléze využívána ke světským účelům – skladiště, škola. Vnitřními přestavbami a úpravami rychle ztratila svou bohatou výzdobu, z níž se dochovalo jen několik sloupů a černých mramorových desek a dva obrazy. Předměty byly v roce 1795 uloženy v paláci Aiguillon v ulici Rue de l'Université. Varhany byly na počátku 19. století přeneseny do jiného kostela. Hlavní portál, značně poničený, byl na místě ještě v roce 1825, později byl odstraněn kvůli přístupu na ulici Rue Jean-Lantier.
Vnější fasáda a střecha a zbývající prvky kaple (arkáda, maskaron na vnitřním nádvoří) byly v roce 1974 zapsány mezi historické památky. V letech 2009 a 2013 byly provedeny restaurační práce těchto pozůstatků.

## Architektura
Z původní stavby je stále viditelný západní portál vedoucí na Rue des Orfèvres, kde se nachází několik toskánských pilastrů, klenuté niky a římsy. Hlavní fasáda v italském stylu byla původně zakončena trojúhelníkovým frontonem.
Interiér tvořila hlavní loď zakončená valenou klenbou s kazetami a příčnými oblouky zdobené giloší, apsida měla žebrovou klenbu. Kupole uvedená v plánech z roku 1550 nebyla nikdy realizována.
Jacques Aubry vytvořil v letech 1557-1558 vitráže podle kreseb Jeana Cousin se scénami z Nového i Starého zákona (Ukřižování, Abrahám obětuje syna Izáka, Vzkříšení, Jonášův příběh, Nanebevstoupení, příběhy proroků Elijáše a Elíši a Jišajův rodokmen.
Oltář vytvořil Germain Pilon, byl ozdoben malými deskami z janovského mramoru a sedmi kamennými sochami představující Nejsvětější Trojici, svatého Eligia a evangelisty. Dřevěná kazatelna byla zhotovena v roce 1565.